# Oveja roya bilbilitana
La oveja roya bilbilitana es una raza ovina autóctona del territorio nororiental de la Meseta Central española. Más frecuente los valles del río Mesa y Jalón y el señorío de Molina de Aragón, en la zona de confluencia de las provincias de Zaragoza, Soria y Guadalajara, también puede aparecer mezclada en rebaños mixtos en Huesca y Teruel, Cuenca, y en la comarca de Cervera del río Alhama en el sureste de La Rioja.

## Características
Pertenece al tronco entrefino y se caracteriza por el color de su capa, negro cuando nacen los corderos pero que luego y de forma progresiva adquiere una tonalidad entre terrosa y rojiza. Los machos pueden presentar cornamenta muy desarrollada y estriada. Esta raza llegó a estar al borde de la extinción en el siglo XX debido, entre otros factores, al abandono del mundo rural por parte de la población, a la introducción de otras razas que supuestamente daban un mayor rendimiento económico y al cruce de los rebaños con razas blancas.

## Denominación
La roya bilbilitana toma su nombre de «Bílbilis», la ciudad prerromana y luego romana de la península ibérica situada sobre la colina de Bámbola, a orillas del río Jalón, en el barrio de Huérmeda, Calatayud (Zaragoza).